# Partito dei Lavoratori (Brasile)
Il Partito dei Lavoratori (in portoghese Partido dos Trabalhadores, PT) è un partito politico brasiliano.

## Storia
Il PT è stato fondato nel 1980, tra gli altri anche da Luiz Inácio Lula da Silva. Il PT è un partito di sinistra, che raccoglie diverse sensibilità culturali, dai cristiani, socialisti, marxisti, passando per i socialdemocratici, i comunisti (non aderenti al PCdoB). Il PT, infatti, non aderisce ad alcuna Internazionale di partiti, salvo le adesioni delle singole componenti. Alle prime elezioni pluripartitiche del 1982, il PT ottenne il 3,5% dei voti ed elesse 6 deputati. Queste elezioni videro l'affermazione, con il 43,2% dei consensi, del PDS (poi confluito nel Partito Progressista), erede dell'ARENA, il partito della giunta militare al potere dal 1965 al 1985.
Alle prime vere libere elezioni del 1986, il PT raddoppiò i suoi consensi giungendo al 6,9% ed eleggendo 16 deputati.
Il PT comincia a incrementare i propri consensi dai primi anni '90 del XX secolo, conquistando il governo di importanti città, come San Paolo e Porto Alegre, o stati, come il Rio Grande do Sul. Nelle elezioni tra il 1990 e il 1998, il PT oscillò tra il 9,5% e il 12,8% dei voti. Dal 2000 in poi, il PT ha cominciato a moderare alcune sue posizioni tradizionali pur di conquistare sempre più consensi.

### Elezioni generali del 2002 e la vittoria di Lula
L'avanzata elettorale del PT culmina nel 2002 con l'elezione di Lula da Silva alla Presidenza della Repubblica. L'elezione di Lula alla presidenziali spinse anche alle legislative il PT, che ottenne il 17,7% dei voti e divenne il primo partito con 91 seggi.
Durante il governo Lula, però, il PT comincia a dividersi a causa della svolta "governista" impostale dal presidente. Nel 2004, il deputato João Batista Oliveira de Araujo e la senatrice Heloísa Helena abbandonano il Pt e fondano il Partido Socialismo e Liberdade (Partito Socialismo e Libertà, PSOL), che ha raccolto molti marxisti e trotzkisti. Nel 2005, la crisi si fa più evidente a causa degli abbandoni causati dagli scandali per corruzione che coinvolsero molti esponenti parlamentari e di governo del PT.

### Elezioni generali del 2006 e riconferma di Lula
Alle elezioni del 2006 il partito ha accusato una flessione ottenendo il 15% delle preferenze alla Camera e 83 deputati (8 in meno), contenendo la crisi, ma ha ottenuto solo 2 senatori sui 27 in palio. Al Senato il partito del presidente con difficoltà a formare una maggioranza stabile. La crisi del PT non sembra, però, aver intaccato la popolarità del presidente Lula, che al primo turno delle elezioni presidenziali del 2006 ha ottenuto il 48,75% dei consensi, senza però raggiungere la maggioranza assoluta al primo turno. Il secondo turno ha visto nuovamente il prevalere di Lula con il 61% dei consensi.

### Elezioni generali del 2010 e la vittoria di Dilma Rousseff
Nel 2010 il PT si conferma alla guida del Brasile con l'elezione di Dilma Rousseff (prima donna a diventare Presidente della Repubblica del Brasile). Alle elezioni politiche dello stesso anno, il PT ottenne alla Camera il 16,9% consensi e 88 seggi (+ 5) e al Senato elesse 11 dei 45 seggi in palio.

### Elezioni generali del 2014 e rielezione di Dilma Rousseff
Alle Elezioni presidenziali del 2014 il PT candida e rielegge la presidente uscente Dilma Rousseff la quale ottiene al I turno il 41,6% dei voti mentre al secondo turno il 51,6% contro il 48,3% del candidato Aécio Neves. Alle elezioni dei membri del parlamento ottiene il 14,00% e 68 seggi per la Camera dei Deputati (primo partito), mentre al Senato raggiunge il 17% e due seggi (secondo partito).

## Risultati elettorali

### Elezioni presidenziali
| Anno | Candidato supportato      | 1º turno   | 1º turno   | 2º turno   | 2º turno   |
| Anno | Candidato supportato      | Voti       | %          | Voti       | %          |
| ---- | ------------------------- | ---------- | ---------- | ---------- | ---------- |
| 1989 | Luiz Inácio Lula da Silva | 11 619 816 | 17,2 (2.º) | 31 070 734 | 47,0 (2.º) |
| 1994 | Luiz Inácio Lula da Silva | 17 116 579 | 27,0 (2.º) |            |            |
| 1998 | Luiz Inácio Lula da Silva | 21 470 333 | 31,7 (2.º) |            |            |
| 2002 | Luiz Inácio Lula da Silva | 39 436 099 | 46,4 (1.º) | 52 775 475 | 61,3 (1.º) |
| 2006 | Luiz Inácio Lula da Silva | 46 662 365 | 48,6 (1.º) | 58 295 042 | 60,8 (1.º) |
| 2010 | Dilma Rousseff            | 47 651 434 | 46,9 (1.º) | 55 752 529 | 56,1 (1.º) |
| 2014 | Dilma Rousseff            | 43 267 668 | 41,6 (1.º) | 54 501 119 | 51,6 (1.º) |
| 2018 | Fernando Haddad           | 31 341 997 | 29,3 (2.º) | 47 040 380 | 44,8 (2.º) |
| 2022 | Luiz Inácio Lula da Silva | 57 259 504 | 48,4 (1.º) | 60.344.845 | 50,9 (1.°) |

### Elezioni legislative
| Elezione | Voti       | %          | Seggi    |
| -------- | ---------- | ---------- | -------- |
| 1982     | 1.458.719  | 3,5 (5.º)  | 8 / 479  |
| 1986     | 3.253.999  | 6,9 (4.º)  | 16 / 487 |
| 1990     | 4.128.052  | 10,2 (3.º) | 35 / 502 |
| 1994     | 5.859.347  | 12,8 (4.º) | 49 / 513 |
| 1998     | 8.786.499  | 13,2 (4.º) | 58 / 513 |
| 2002     | 16.093.987 | 18,4 (1.º) | 91 / 513 |
| 2006     | 13.989.859 | 15,0 (1.º) | 83 / 513 |
| 2010     | 16.289.199 | 16,9 (1.º) | 88 / 513 |
| 2014     | 13.554.166 | 14,0 (1.º) | 68 / 513 |
| 2018     | 10.126.611 | 10,3 (1.º) | 56 / 513 |
| 2022     | 13.170.626 | 12,0 (2.º) | 67 / 513 |

## Leader
sin dalla sua fondazione il partito è stato guidato dai seguenti:
- Luiz Inácio Lula da Silva (10 febbraio 1980 - 24 gennaio 1994)
- Rui Falcão (1994)
- José Dirceu (1995-2002)
- José Genoíno (2002-2005)
- Tarso Genro (2005) (ad interim)
- Ricardo Berzoini (2005-2006)
- Marco Aurélio Garcia (6 ottobre 2006 - 2 gennaio 2007) (ad interim)
- Ricardo Berzoini (2 gennaio 2007 - 19 febbraio 2010)
- José Eduardo Dutra (19 febbraio 2010 - 29 aprile 2011)
- Rui Falcão (29 aprile 2011 - 3 giugno 2017)
- Gleisi Hoffmann (3 giugno 2017 - in carica)